# Rajana Asłanbekowa
Rajana Asłanbekowa j. ros. Раяна Зайндиевна Асланбекова (ur. 24 kwietnia 2001 w Groznym) – czeczeńska piosenkarka.

## Życiorys
Karierę wokalną zaczynała jako solistka Państwowego Dziecięcego Zespół Pieśni i Tańca „Даймохк”. W 2016 roku zajęła drugie miejsce w trzeciej edycji telewizyjnego programu typu talent-show „Голос. Дети” (Głos dzieci). W 2017 roku prezydent Republiki Czeczeńskiej Ramzan Kadyrow wyróżnił ją tytułem „Zasłużonego artysty Republiki Czeczeńskiej”.